# 清平文庙
清平文庙，位于山东省高唐县清平镇。是中华人民共和国山东省省级文物保护单位之一。
2013年，列入第四批山东省文物保护单位，该文物保护单位是一座古建筑。

## 历史
清平文庙始建于金朝大定十三年（1173年）。被《清平县志》列为八景之一的“黉宫古柏”，便是指金代建庙时在院内所植的古柏，至1990年时尚有6株。2009年7月至2010年9月，清平镇政府筹资对文庙进行恢复性建设。

## 布局
大成殿面阔5间，进深4间，占地面积277.8平方米，单檐灰瓦歇山顶，五架梁前后廊，梁架结构保留有明代建筑风格，外观为清代最后一次维修保留下的面貌。
影壁为清代乾隆年间建筑，整体用长方体青砖砌成，以琉璃瓦盖顶，高5米，宽10.25米，厚1.27米。影壁能透视，中间绿色琉璃饰件为方形，由12块琉璃拼砌而成。琉璃饰件上嵌有以黄色圆圈环绕的“太和元气”四个字。影壁方砖上有“乾隆二十五年”戳印。
棂星门、泮桥、泮池、杏坛、戟门、东西两庑为2009年恢复性建设时重修。